# Buffalo ’66
Buffalo ’66 ist ein US-amerikanisches Drama aus dem Jahr 1998. Regie führte Vincent Gallo, der auch die Hauptrolle übernahm, die Filmmusik komponierte und gemeinsam mit Alison Bagnall das Drehbuch schrieb.

## Handlung
Billy Brown wettet 10.000 Dollar auf den Sieg der Buffalo Bills beim Super Bowl, aber die Mannschaft verliert aufgrund eines verpassten Fieldgoals des Kickers Scott Wood. Weil er die Spielschulden bei seinem Buchmacher nicht anders begleichen kann, bekennt er sich als Ausgleich eines Verbrechens schuldig, welches ein Freund des Buchmachers begangen hat. Im Gefängnis schmiedet er den Plan, nach seiner Entlassung den Kicker der Buffalo Bills zu töten, weil er überzeugt ist, dass dieser sich hat bestechen lassen. In seinen Briefen an die Eltern Jimmy und Jan lügt er, er sei verheiratet und beruflich erfolgreich.
Es war das zweite Mal, dass eine Niederlage der Buffalo Bills, der Lieblingsmannschaft seiner Mutter, sein Leben entscheidend negativ prägte: 1966, im Jahr der letzten Finalteilnahme der „Bills“, konnte seine Mutter ihre Mannschaft nicht im Stadion anfeuern, weil sie ihn im Krankenhaus zur Welt brachte. Für diese Niederlage gab sie ihm stets die Schuld.
Nach der Entlassung muss Billy zunächst seine Eltern besuchen. Auf dem Weg dorthin benutzt er die Toilette einer Tanzschule und entführt spontan die Tanzstudentin Layla, die er zwingt, sich vor seinen Eltern als seine Ehefrau auszugeben. Der Empfang ist kühl; weder der amoralische, brutale Vater noch die völlig auf den Sport fixierte Mutter interessieren sich sonderlich für Billy. Layla ist charmant, wodurch sie deutlich mehr Aufmerksamkeit des Vaters auf sich lenkt. Darüber erbost, bricht Billy sein Versprechen, Layla nach dem Besuch gehen zu lassen, und zwingt sie, weiterhin bei ihm zu bleiben. Er hält sie mit seiner verzweifelten Wut und Grobheit auf Distanz – sie aber verliebt sich im Verlauf des Tages zusehends in ihn.
Sie gehen in die Bowlinghalle von Buffalo, den einzigen Ort, wo Billy sich anerkannt und zuhause fühlt.
Jetzt erst erlaubt er Layla, zu gehen, doch sie bleibt bei ihm; sie verbringen zusammen den Abend. Sie nehmen ein Hotelzimmer; Billy bricht auf, den Footballspieler zu erschießen. Während sie auf seine Rückkehr wartet, die sie sich von ihm hat versprechen lassen, läuft vor seinem inneren Auge die Tat und ihre Konsequenz ab: dass auch er sich selber wird töten müssen. Erst vor diese innere Entscheidung gestellt, erkennt er, dass er auch die Wahl einer lebenswerten Zukunft hat, und lässt nun seine Liebe für Layla zu.

## Synchronisation
Alle Angaben nach der Deutschen Synchronkartei.
| Darsteller       | Rolle          | Deutscher Sprecher |
| ---------------- | -------------- | ------------------ |
| Vincent Gallo    | Billy Brown    | Alexander Brem     |
| Christina Ricci  | Layla          | Anna Carlsson      |
| Anjelica Huston  | Jan Brown      | Marianne Groß      |
| Ben Gazzara      | Jimmy Brown    | Michael Telloke    |
| Mickey Rourke    | Der Buchmacher | Ekkehardt Belle    |
| Rosanna Arquette | Wendy Balsam   | Carin C. Tietze    |

## Kritiken
James Berardinelli schrieb auf ReelViews, der „bizarre und dunkel komische“ Film erzähle über die Erlösung eines fast unerträglichen Charakters mit zahlreichen Phobien. Billy Brown sei gewalttätig und unfähig zur Intimität. Das „schrullige“ Drehbuch biete einige sehr komische Momente. Christina Ricci kreiere einen dreidimensionalen Charakter, der jeden Zweifler überzeugen müsse, der ihre Fähigkeiten hinterfragen würde. Der Film sei energiebeladen, aber einige Rückblenden seien überflüssig; trotzdem sei er ein erfolgreiches Regiedebüt von Gallo.
Roger Ebert schrieb in der Chicago Sun-Times vom 7. August 1998, im Film würden „unausgereifte visuelle Ideen“ mit dem Notwendigen kollidieren, was den Film jedoch interessant mache. Die „frappierende“ Darstellung von Christina Ricci wirke, als ob sie auf der Leinwand alles machen könne, was sie wolle.
Das Lexikon des internationalen Films schrieb, der Film sei ein „interessantes Regiedebüt“ von Vincent Gallo. Die „stilistisch kunstvollen“ Rückblenden würden sich „in die Handlung der Jetztzeit einfügen“ und „die Trostlosigkeit der Gegenwart, die sich äußerlich in einer statischen und kargen Bildgestaltung verdeutlicht vervollständigen“.

## Auszeichnungen
Vincent Gallo war im Jahr 1998 im Rennen um den Grand Jury Prize des Sundance Film Festivals, den Großen Sonderpreis des Deauville Film Festivals, den Gotham Award und das Bronzene Pferd des Stockholm Film Festivals. Er gewann 1998 den Special Prize of the Young Jury des Gijón International Film Festivals und wurde für den Grand Prix Asturias nominiert. Im Jahr 1999 gewann er den MovieZone Award des Rotterdam International Film Festivals. Christina Ricci bekam 1998 den Golden Space Needle Award des Seattle International Film Festivals und 1999 den Florida Film Critics Circle Award; sie wurde 1999 für den Chlotrudis Award nominiert.
Der Film erhielt im Jahr 1998 eine Sonderauszeichnung des National Board of Review. Vincent Gallo und Chris Hanley wurden in der Kategorie Bestes Debüt (Best First Feature) für den Independent Spirit Award nominiert. Nominiert wurde der Film außerdem 1999 für den British Independent Film Award.

## Hintergründe
Der Film wurde in Buffalo und in einigen anderen Orten im Staat New York gedreht. Seine Produktionskosten betrugen schätzungsweise 1,5 Millionen US-Dollar. Einige Szenen wurden im Haus gedreht, in dem der Regisseur als Kind aufwuchs. Gallo sagte in einem Interview, die Charaktere der Eltern der Hauptfigur seien seinen eigenen Eltern nachempfunden. Die Weltpremiere fand am 21. Januar 1998 auf dem Sundance Film Festival statt, dem einige andere Filmfestivals folgten. Der Film spielte in den Kinos der USA bei ca. 507.000 Kinozuschauern ca. 2,4 Millionen US-Dollar ein. In Frankreich wurden ca. 176.000 Kinozuschauer gezählt, in Deutschland ca. 55.000 und in Spanien ca. 28.000.
Der folgenschwere Fehlschuss des Kickers Scott Wood ist inspiriert durch das reale Schicksal von Scott Norwood der Buffalo Bills im Super Bowl XXV.